# Système temps continu
Un système temps-continu est un système mettant en jeu des signaux analogiques, c'est-à-dire des signaux qui peuvent être vus comme des fonctions d'un temps {\displaystyle t} modélisé par la droite réelle {\displaystyle \mathbb {R} }. Ces signaux temps-continu peuvent tout à fait présenter des discontinuités, l'important étant que le signal possède une valeur bien définie à chaque instant.
On parle de systèmes temps-continu par opposition aux systèmes temps-discret (quand on travaille en numérique par exemple). En effet, les appareils numériques nécessitent un échantillonnage de données pour pouvoir manipuler des données analogiques. 

## Systèmes linéaires à temps continu

### Représentation d'état
En automatique, un système linéaire, temps continu et de dimension finie est un système donné par la représentation d'état suivante :
{\displaystyle {\begin{cases}{\dot {x}}(t)&=&A(t)x(t)+B(t)u(t)\\y(t)&=&C(t)x(t)+D(t)u(t)\end{cases}}}
avec :
{\displaystyle x(t)\in \mathbb {R} ^{n_{x}}} : un vecteur colonne qui représente les {\displaystyle n_{x}} variables d'état ;
{\displaystyle u(t)\in \mathbb {R} ^{n_{u}}} : un vecteur colonne qui représente les {\displaystyle n_{u}} commandes ;
{\displaystyle y(t)\in \mathbb {R} ^{n_{y}}} : un vecteur colonne qui représente les {\displaystyle n_{y}} sorties ;
{\displaystyle A(t)\in \mathbb {R} ^{n_{x}\times n_{x}}} : la matrice d'état ;
{\displaystyle B(t)\in \mathbb {R} ^{n_{x}\times n_{u}}} : la matrice de commande (ou matrice d'entrée) ;
{\displaystyle C(t)\in \mathbb {R} ^{n_{y}\times n_{x}}} : la matrice d'observation (ou matrice de sortie) ;
{\displaystyle D(t)\in \mathbb {R} ^{n_{y}\times n_{u}}} : la matrice d'action directe.
et où  {\displaystyle {\dot {x}}(t)} représente la dérivée temporelle de {\displaystyle x} à l'instant {\displaystyle t}.
Lorsque les matrices de cette représentation d'état sont indépendantes du temps {\displaystyle t}, le système est dit linéaire temps-invariant (LTI). Inversement, lorsque les matrices sont dépendantes du temps {\displaystyle t}, on parle de système linéaire temps-variant (LTV). En particulier, lorsque les matrices de la représentation d'état dépendent périodiquement du temps, soit {\displaystyle E(t+T)=E(t)} pour tout {\displaystyle E\in \{A,B,C,D\}}, avec {\displaystyle T} la période du système, le système est dit linéaire temps-périodique (LTP).

### Matrice de transition d'état, trajectoire
Pour toute trajectoire {\displaystyle x} vérifiant {\displaystyle {\dot {x}}(t)=A(t)x(t)} (on parle alors de la trajectoire d'état en régime libre, car l'entrée {\displaystyle u} est fixée à 0), on a pour tout {\displaystyle t,s\in \mathbb {R} } une matrice inversible {\displaystyle \Phi (t,s)\in {\mbox{GL}}_{n_{x}}(\mathbb {R} )}, appelée matrice de transition d'état, ou matrice résolvante, telle que :
{\displaystyle x(t)=\Phi (t,s)x(s)}
La matrice de transition d'état vérifie les propriétés suivantes :
- Identité : {\displaystyle \forall t\in \mathbb {R} :\Phi (t,t)=I_{n_{x}}}
- Relation de Chasles : {\displaystyle \forall t_{1},t_{2},t_{3}\in \mathbb {R} :\Phi (t_{3},t_{1})=\Phi (t_{3},t_{2})\Phi (t_{2},t_{1})}
- Inverse : {\displaystyle \forall t_{1},t_{2}\in \mathbb {R} :\Phi (t_{1},t_{2})=\Phi (t_{2},t_{1})^{-1}}
- Solution de l'équation différentielle : {\displaystyle \forall t,t_{0}\in \mathbb {R} :{\frac {d\Phi }{dt}}(t,t_{0})=A(t)\Phi (t,t_{0})}

On peut déterminer l'expression exacte de la matrice de transition d'état de plusieurs manières :
- Si la matrice {\displaystyle A} est temps-invariant, la matrice de transition est donnée par le biais d'une exponentielle de matrice, avec {\displaystyle \Phi (t,s)=e^{(t-s)A}}.

- Si la matrice {\displaystyle A} est temps-variant, la matrice de transition peut être déterminée à l'aide de la série de Peano-Baker[6]{\displaystyle \Phi (t,s)=\sum _{k=0}^{+\infty }J[k]_{s}^{t}}, où les {\displaystyle J[k]} sont définis récursivement par {\displaystyle \forall t_{1},t_{2}\in \mathbb {R} ,\;{\begin{cases}J[0]_{t_{1}}^{t_{2}}=I_{n_{x}}\\J[k+1]_{t_{1}}^{t_{2}}=\int _{t_{1}}^{t_{2}}A(s)J[k]_{t_{1}}^{s}ds\end{cases}}}.
- Si la matrice {\displaystyle A} est temps-variant, et que la famille des matrices {\displaystyle (A(t))_{t\in \mathbb {R} }} commute (i.e. pour tout {\displaystyle t_{1},t_{2}\in \mathbb {R} }, la relation {\displaystyle A(t_{1})A(t_{2})=A(t_{2})A(t_{1})} est vérifiée), alors la matrice de transition est à nouveau donnée par le biais d'une exponentielle de matrice, avec {\displaystyle \Phi (t,s)=e^{\int _{s}^{t}A(\tau )d\tau }}.

- Si la matrice {\displaystyle A} est temps-périodique, par le théorème de Floquet, la matrice de transition peut s'écrire sous la forme {\displaystyle \Phi (t,s)=P(t)e^{(t-s)R}P^{-1}(s)} avec {\displaystyle P}  une matrice périodique (de période minimale T) inversible et {\displaystyle R} une matrice constante. Ces matrices peuvent être à coefficients complexes, même lorsque les matrices de la représentation d'état sont réelles.

Étant donné la condition initiale {\displaystyle x(t_{0})=x_{0}}, la trajectoire de l'état {\displaystyle x} du système linéaire décrit plus haut est donnée à chaque instant par :
{\displaystyle x(t)=\Phi (t,t_{0})x_{0}+\int _{t_{0}}^{t}\Phi (t,\tau )B(\tau )u(\tau )d\tau }
L'expression de cette trajectoire nous renseigne sur deux propriétés importantes des systèmes linéaires :
- Principe de causalité : L'état à un instant {\displaystyle t} ne dépend que de l'état à l'instant initial {\displaystyle t_{0}} et des valeurs de la commande entre l'instant {\displaystyle t_{0}} et {\displaystyle t}. Autrement dit, la flèche du temps est respectée.
- Principe de superposition : Soit deux trajectoires {\displaystyle x_{A}} et {\displaystyle x_{B}}, de condition initiales {\displaystyle x_{A}(t_{0})=x_{A,0}} et {\displaystyle x_{B}(t_{0})=x_{B,0}}, et influencées respectivement par les commandes {\displaystyle u_{A}} et {\displaystyle u_{B}}. Soit {\displaystyle \mu _{1},\mu _{2}} deux réels. La trajectoire {\displaystyle x_{\mu _{1}A+\mu _{2}B}} de condition initiale {\displaystyle x_{\mu _{1}A+\mu _{2}B}(t_{0})=\mu _{1}x_{A,0}+\mu _{2}x_{B,0}} et influencée par la commande {\displaystyle u_{\mu _{1}A+\mu _{2}B}=\mu _{1}u_{A}+\mu _{2}u_{B}} est donnée par {\displaystyle x_{\mu _{1}A+\mu _{2}B}=\mu _{1}x_{A}+\mu _{2}x_{B}}. De même, on peut trouver {\displaystyle y_{\mu _{1}A+\mu _{2}B}=\mu _{1}y_{A}+\mu _{2}y_{B}}. Ceci est une simple conséquence de la linéarité de la représentation d'état.

### Matrice de transfert
Pour les systèmes linéaire temps-invariant (LTI), la matrice de transfert {\displaystyle H(s)} est une matrice dont les coordonnées sont des fonctions rationnelles, et qui est définie dans le cas temps-continu comme la transformée de Laplace de la relation entrée-sortie du système, considéré avec une condition initiale {\displaystyle x(0)=0}. Elle généralise la notion de fonction de transfert des systèmes SISO aux systèmes MIMO.
{\displaystyle H(s)=C(sI_{n_{x}}-A)^{-1}B+D}
La relation entrée-sortie est alors donnée par : 
{\displaystyle Y(s)=H(s)U(s)}
{\displaystyle U(s)} et {\displaystyle Y(s)} dénotent ici la transformée de Laplace des signaux {\displaystyle u(t)} et {\displaystyle y(t)} respectivement. Les coordonnées {\displaystyle (i,j)} de {\displaystyle H(s)} fournissent ainsi la fonction de transfert de la {\displaystyle j}-ème entrée vers la {\displaystyle i}-ème sortie.

## Systèmes non linéaires à temps continu
Un système non linéaire est un système qui présente un comportement intrinsèquement distinct du cas linéaire. Parmi les sources classiques de non-linéarités, on peut mentionner les phénomènes de saturations, ou de retards des signaux traités par le système. À la différence des systèmes linéaires, les systèmes non-linéaires ne respectent en général pas le principe de superposition. En revanche, le principe de causalité reste habituellement valable. 

### Représentation d'état
De manière standard, la dynamique des systèmes non linéaires temps continu est représentée par le biais d'une équation différentielle ordinaire non linéaire paramétrée par l'entrée {\displaystyle u}. La représentation d'état d'un système non linéaire a généralement la forme suivante :
{\displaystyle {\begin{cases}{\dot {x}}(t)&=&f(x(t),u(t),t)\\y(t)&=&h(x(t),u(t),t)\end{cases}}}
Il est à noter que, bien qu'habituelle, cette représentation ne permet pas de tenir compte de l'intégralité des non-linéaires pouvant apparaître au sein d'un système. Typiquement, les phénomènes de retards ne peuvent être pris en compte qu'en substituant l'équation différentielle ordinaire de cette représentation d'état par une équation différentielle à retard, par exemple sous la forme :
{\displaystyle {\begin{cases}{\dot {x}}(t)&=&f(x(t),x_{t},u(t),u_{t},t)\\y(t)&=&h(x(t),x_{t},u(t),u_{t},t)\end{cases}}}
où {\displaystyle x_{t}=\{x(\tau ):\tau \leq t\}} et {\displaystyle u_{t}=\{u(\tau ):\tau \leq t\}} représentent les trajectoires passés de l'état {\displaystyle x} et de la commande {\displaystyle u}. Les fonctions {\displaystyle f} et {\displaystyle h} deviennent alors des opérateurs fonctionnels. On parle de systèmes à retard.
Comme pour les systèmes linéaires, on parle de système temps-variant ou temps-invariant suivant si les fonctions {\displaystyle f} et {\displaystyle h} dépendent ou non du temps {\displaystyle t}.

Une classe important des systèmes non linéaire temps continu et invariant est celle des systèmes à entrée affine. Leur représentation d'état est donnée par :
{\displaystyle {\begin{cases}{\dot {x}}(t)&=&f(x(t))+\sum _{i=1}^{n_{u}}g_{i}(x(t))u_{i}(t)\\y(t)&=&h(x(t))\end{cases}}}